# Agrostophyllum kaniense
Agrostophyllum kaniense är en orkidéart som beskrevs av Rudolf Schlechter. Agrostophyllum kaniense ingår i släktet Agrostophyllum och familjen orkidéer. Inga underarter finns listade i Catalogue of Life.